# José María Poblador
José María Poblador Álvarez de Altabás (Huesca, 23 de agosto de 1898-Barcelona, 6 de mayo de 1983) fue un abogado, periodista y político español, cofundador de las JONS de Barcelona y «camisa vieja» de la Falange.

## Biografía
Su padre, José María Poblador Vicente, natural de Codo (Zaragoza), era funcionario y trabajó en Huesca, donde conoció a su mujer, que procedía de una familia aristocrática de Boltaña. Hacia 1900 la familia se traslazó a Barcelona, donde José María Poblador Vicente fundó la Academia Escuela Politécnica y militó durante algún tiempo en la juventud carlista. Hacia 1910 regresaron a Aragón.
José María Poblador y Álvarez de Altabás cursó el bachillerato en Zaragoza entre 1910 y 1915. Posteriormente regresó con su familia a Barcelona, donde prosiguió sus estudios de secundaria en el colegio San Miguel y después estudió Derecho en la Universidad de Barcelona.
Cercano al tradicionalismo, en el que había militado su padre, en su etapa estudiantil destacó por su oposición al separatismo catalán. En 1918 fue detenido por primera vez en una bronca en los claustros de la universidad con unos separatistas que pretendían quemar una bandera española. El asunto le valió tener que comparecer ante un tribunal disciplinario universitario.

### Dictadura de Primo de Rivera
En 1923 se acercó al grupo españolista La Traza. Ese año fue también elegido presidente de la sección de rugby del RCD Español, deporte que practicó hasta 1928. Hombre de acción, no rehuía el enfrentamiento físico.
Fundó, junto con Francisco Palau Rabassó, la Peña Deportiva Ibérica, en la que se integraron algunos de los carlistas disidentes y combativos. Dirigió la revista La Lucha Deportiva (1926) y entre 1927 y 1928 fue presidente de la Peña Deportiva Ibérica, que pasó a llamarse «Peña Ibérica» para ampliar su campo de acción, centrándose también en lo político. En 1928 dirigió una nueva publicación, La Verdad Deportiva, en cuyas páginas se denunciaba  el favoritismo de que gozaba el Barça en la Federación y se defendía al RCD Español, calificándolo como un club de personas que amaban a España.
Dedicado profesionalmente al periodismo, en 1929 José María Poblador entró en la redacción de La Razón, órgano de la Unión Patriótica barcelonesa, que después fue adquirido por el Sindicato Libre. Ese mismo año dirigió además una nueva publicación deportiva, Furia Española. En 1930 entró en la redacción de La Protesta, vinculada a los Sindicatos Libres, y fue colaborador de la Hoja Oficial del Lunes. También ingresó en el Sindicato Profesional de Periodistas.
En 1930 los ibéricos se aliaron a José María Albiñana, y Poblador fue uno de los tres designados para los trabajos de organización del Partido Nacionalista Español.

### Segunda República
Tras la desarticulación de la Peña Ibérica con la implantación de la  República, en 1931 aceptó la propuesta de Estanislao Rico Ariza de dirigir el semanario tradicionalista Reacción (1931-1933) y volvió a vincularse al carlismo.
Por sus artículos en este semanario, Poblador tuvo que hacer frente a tres juicios en el año 1932. Tras la intentona del general Sanjurjo el 10 de agosto de ese año, fue detenido y pasó semanas en prisión.
En 1933 Ildefonso Cebriano lo atrajo a una nueva formación política, las Juntas de Ofensiva Nacional-Sindicalista (JONS) que había fundado Ramiro Ledesma y perteneció al núcleo original de jonsistas catalanes que en noviembre de ese año lanzó el semanario El Combate.
Tras la fusión de las JONS con Falange Española, en 1934 Poblador formó parte del triunvirato de la primera Falange de Barcelona junto con Roberto Bassas y Luis Gutiérrez Santamarina, pero a principios de 1935 abandonó la Falange para cofundar en Barcelona el Partido Español Nacional Sindicalista, del que fue presidente. No obstante, junto a los demás integrantes de este pequeño grupo, poco antes del inicio de la guerra civil reingresó en FE de las JONS.

### Guerra civil y posguerra
Al estallar la guerra civil española, era jefe territorial de Milicias de Falange, a cuyo frente participó en el fallido alzamiento del 19 de julio en Barcelona. Fue detenido y estuvo preso en la checa de Vallmajor, donde, según el testimonio del joyero falangista Félix Tomás, los presos eran torturados. Su padre y su hermano Mariano fueron asesinados por el SIM en Gerona y en la checa del seminario, respectivamente.
Concluida la guerra, perteneció a la Vieja Guardia de Barcelona. En un acto conmemorativo del alzamiento, definió con estas palabras el motivo del mismo:

Falange y el Ejército se alzaron en armas, no para defender intereses particulares, ni prebendas de casta, ni acciones de determnadas empresas, sino por España y para España, para que rigiera la Falange, como ideal del alma, los destinos espirituales de los españoles, y para que mediante un programa —el nacional-sindicalismo— se rigieran todos los españoles con estas tres consignas: Unidad, Grandeza y Libertad.

Representando a los sublevados falangistas, en 1962 participó como orador en un acto público en Barcelona, con la asistencia del capitán general Pablo Martín Alonso y del gobernador civil Matías Vega Guerra, en conmemoración de la sublevación del cuartel de San Andrés el 19 de julio de 1936, junto con el jefe regional de la Comunión Tradicionalista José Prat Piera, José María Gibernau y el sublevado más joven del cuartel, Felio A. Vilarrubias.
José María Poblador fue jefe de Auxilio Social y de las Falanges del Mar en Barcelona. También presidió el Centro Aragonés y el Círculo de Estudios.
Estuvo casado con María Bordas Pérez, con quien tuvo dos hijas: Montserrat y María José Poblador Bordas. Fallecido en Barcelona el 6 de mayo de 1983, fue enterrado en el cementerio de Montjuic.